# 切里 (伊利諾伊州)
切里（英語：Cherry）是位於美國伊利諾伊州比羅縣的一個村落。

## 地理
切里的座標為41°25′36″N 89°12′45″W / 41.42667°N 89.21250°W，而該地最高點為海拔高度207米（即680英尺）。

## 人口
根據2010年美國人口普查的數據，切里的面積為1.40平方千米，當中陸地面積為1.40平方千米，而水域面積為0.00平方千米。當地共有人口482人，而人口密度為每平方千米344人。